# كفر غنيم (عزبة)
قرية عزبة كفر غنيم هي إحدى القرى التابعة لمركز الرحمانية في محافظة البحيرة في جمهورية مصر العربية. حسب إحصاءات سنة 2006، بلغ إجمالي السكان في عزبة كفر غنيم 1618 نسمة، منهم 830 رجل و788 امرأة.